# Sarigyugh
Sarigyugh (en arménien Սարիգյուղ ; jusqu'en 1951 Ghlchkend) est une communauté rurale du marz de Tavush, en Arménie. Elle compte 1 253 habitants en 2008.